# Rómulo Escobar Betancourt
Rómulo Escobar Bethancourt (5 de setembro de 1927 - 28 de setembro de 1995) foi um político e diplomata panamenho. Ele era conhecido por seu papel na negociação dos tratados do Canal do Panamá em 1977.

## Canal do Panamá
Escobar foi nomeado negociador-chefe do Panamá quando os Estados Unidos e o Panamá negociaram os tratados do Canal do Panamá de 1977. Nesta posição, ele ajudou o Panamá a recuperar o controle parcial sobre o Canal do Panamá, que estava sob controle dos Estados Unidos desde 1903. Ele foi descrito como um diplomata capaz. Em 1979 tornou-se um dos fundadores do Partido Revolucionário Democrático (PRD), o braço político dos militares panamenhos, e serviu como seu presidente.
Quando Manuel Noriega se tornou o líder de fato do Panamá em 1983, Escobar manteve sua posição como conselheiro político. Em 1988, os Estados Unidos exigiram que Noriega fosse removido de seu cargo; Escobar voltou a representar o Panamá nas negociações que se seguiram. Argumentando contra a posição dos Estados Unidos, Escobar afirmou: "Não aceitamos que os Estados Unidos possam ditar quando podemos ou não estar em nosso país, seja Noriega ou qualquer outro panamenho". As negociações não tiveram sucesso, e após a invasão do Panamá pelos Estados Unidos em 1989 removeu Noriega do poder, Escobar foi preso. Quando o PRD voltou ao poder após as eleições de 1994, Escobar foi nomeado conselheiro do ministro das Relações Exteriores.